# Ceciliano
Ceciliano is een plaats (frazione) in de Italiaanse gemeente Arezzo.